# Чужие (фильм, 2008)
«Чужи́е» — фильм Юрия Грымова.
Фильм снимался, по большей части, в Египте и Марокко. По признанию Юрия Грымова, съёмочный процесс контролировали два цензора от Министерства культуры Египта. В основном, фильм снимался на английском языке, и в международном кинопрокате он будет называться «Strangers». Перед началом съёмок Юрия Грымова задержали в египетском аэропорту за попытку ввоза автоматов Калашникова, финского ножа, автоматных гильз и противопехотных мин, но отпустили только через два дня, когда вмешался российский консул и выяснилось, что всё ввозимое — бутафория.
Плакат фильма вдохновлён постером канадского фильма Highwaymen.
Фильм уже был один раз показан публике 25 июня 2008 года в Московском доме кино во время 30-го Московского Международного кинофестиваля. В широкий кинопрокат фильм вышел 13 ноября 2008 года. Слоган фильма: «… ты сыта и неопасна…»

## Сюжет
Команда американских врачей прибывает в неопределённую исламскую глубинку для вакцинации детей. Их пытаются остановить на российском блокпосте, мотивируя это тем, что разрешающие документы не имеют юридической силы, поскольку составлены незаконными местными властями. Тогда Том, возглавляющий команду врач, решает направить свой джип в обход блокпоста через пустыню (позже оказавшуюся минным полем). На закате врачей встречает таинственная группа вооружённых людей и размещает их в местной деревне.
На следующий день прибывает первый автобус с детьми.
Однако команда врачей не так идеальна, какой она может показаться на первый взгляд. Том проявляет черты фанатического авантюриста, чьё почти маниакальное стремление помочь детям является компенсацией собственной невозможности иметь детей. Другой врач, Майк, постоянно жалуется на недостаток цивилизации (отсутствие отелей, ненормированный рабочий день). Вместе с афроамериканцем Биллом они составляют гомосексуальную пару с 6-летним стажем и мечтают усыновить местного мальчика. Жена Тома, Джейн, для того чтобы забеременеть, соблазняет местного боевика.
Между тем, американская помощь неизбежно оборачивается культурным вторжением. «Мы — первый эшелон цивилизации», — говорит своей жене Том. Между врачами и местным населением — духовный барьер. Местные дети пугаются устроенного врачами Хэллоуина, продолжают есть руками и не аплодируют на музыкальные представления бывшей учительницы и старой девы мисс Стоун.
Однажды Билл случайно получает ранение, боевики для его спасения привозят пленного русского майора медицинской службы. Тем временем, спасая местную девочку, получает тяжёлое ранение российский солдат — его привозят к американским врачам. Джейн прячет боевика-любовника вместе с пленным майором в медицинском джипе. После отхода русских охранник-боевик, понимая всю двусмысленность своего положения, оставляет Тому автомат Калашникова, а сам идёт насиловать его жену. Том слышит вопли жены, смотрит на автомат, но, проявляя малодушие, плачет, теряя остатки своего морального превосходства. Вместо этого он прибегает к банальному семейному насилию и разбивает бутылку о голову пленного русского хирурга, от чего тот вскоре умирает. В заключительном эпизоде Том выступает где-то в США с докладом об успешном испытании вакцины, но с острой критикой террористов, убивших русского заложника. В дверях роскошного коттеджа Тома встречает Джейн с маленьким мальчиком арабской внешности. Джейн и Том целуются, и появляется надпись по-английски «Happy End». Затем идёт цитата Джорджа Буша о богоизбранности американской нации.

## В ролях
- Виктор Бычков — русский пленный хирург
- Скарлетт Макалистер — Джейн
- Алексей Полуян — майор
- Кэтлин Гати — мисс Стоун
- Марк Эдам — Том
- Нил Стюарт — Майк
- Джефф Грэйс — Билл
- Денис Нагретдинов — охранник-боевик